# Silvio Luoni
Silvio Luoni (* 7. Juli 1920 in Busto Arsizio, Provinz Varese, Italien; † 11. April 1982) war ein römisch-katholischer Erzbischof und Diplomat des Heiligen Stuhls.

## Leben
Silvio Luoni empfing am 1. Oktober 1944 das Sakrament der Priesterweihe für das Erzbistum Mailand.
Am 15. Mai 1978 ernannte ihn Papst Paul VI. zum Titularerzbischof von Turris in Mauretania und bestellte ihn zum Apostolischen Pro-Nuntius in Thailand sowie zum Apostolischen Delegaten in Malaysia, Singapur und Laos. Der Erzbischof von Mailand, Giovanni Kardinal Colombo, spendete ihm am 25. Juni desselben Jahres die Bischofsweihe; Mitkonsekratoren waren der Substitut im Staatssekretariat des Heiligen Stuhls, Kurienerzbischof Giuseppe Caprio, und der Sekretär der Kongregation für die Evangelisierung der Völker, Kurienerzbischof Duraisamy Simon Lourdusamy.
Silvio Luoni trat bereits 1980 als Apostolischer Pro-Nuntius in Thailand sowie Apostolischer Delegat in Malaysia, Singapur und Laos zurück.